# Тэндзин

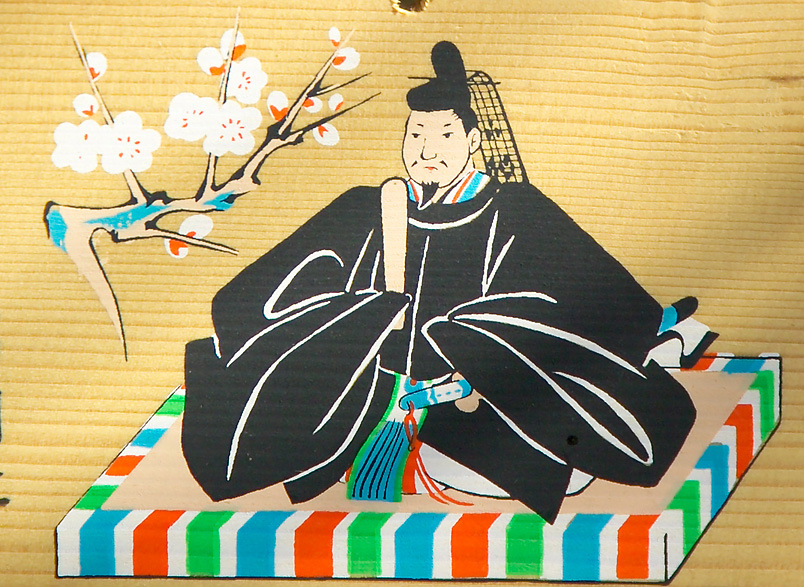
Изображение Сугавара-но Митидзанэ

Тэндзин (яп. 天神, букв. «дух неба») — божество науки, поэзии и каллиграфии в синтоизме, в качестве которого почитается Сугавара-но Митидзанэ, учёный и поэт IX века. Храмы в его честь называют Тэмман-гу. Первоначально Тэндзин был близок Райдзину (богу грома).

## Сугавара-но Митидзанэ

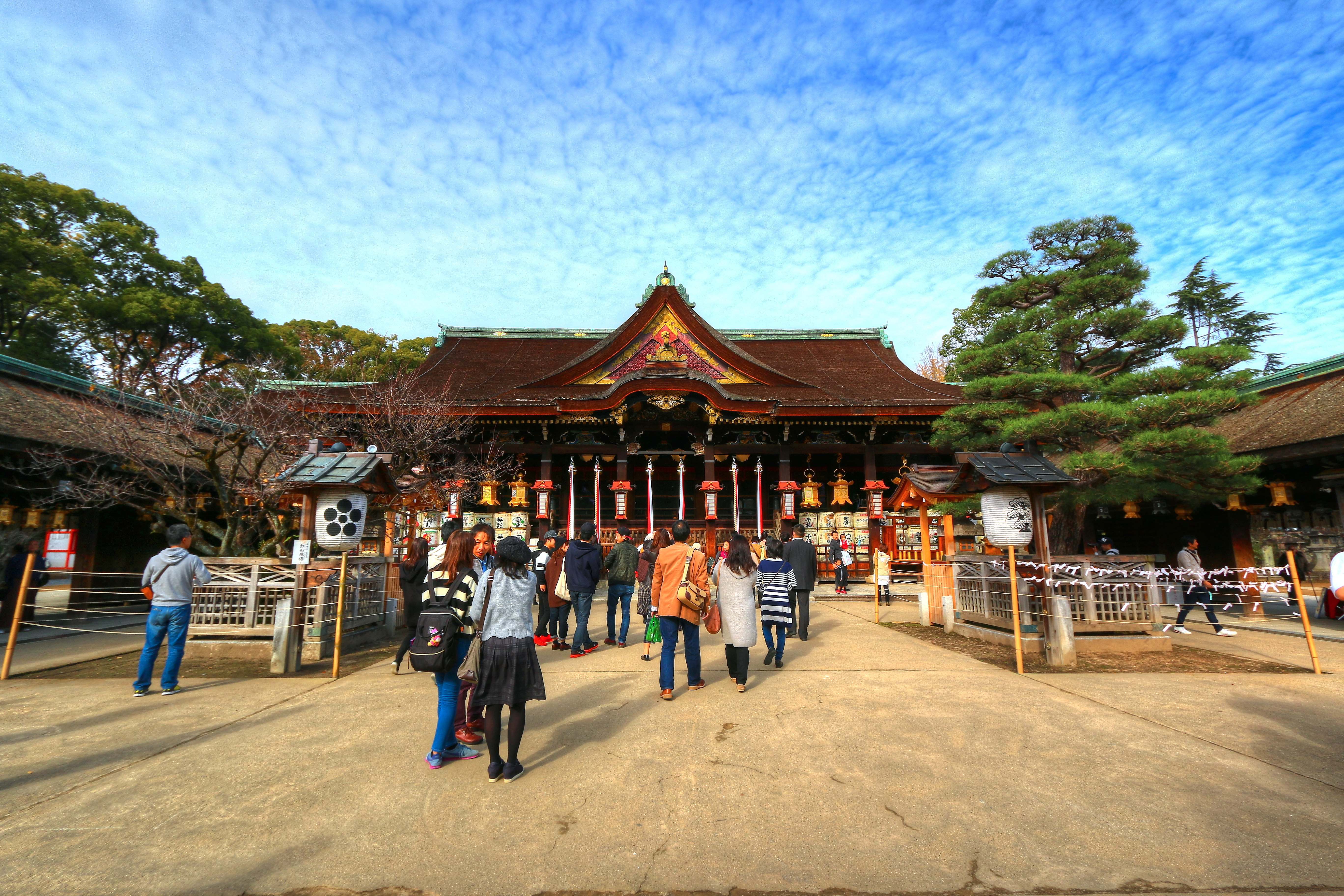
Храм Китано-Тэммангу, посвящённый Тэндзину.

Сугавара был важной фигурой в истории Японии, в конце IX века достиг высоких постов в государстве. В начале X века, однако, он стал жертвой своих конкурентов, членов рода Фудзивара, и был сослан на Кюсю. Он умер в изгнании в 903 году, в столице же вскоре после этого начались проливные дожди со множеством молний. В результате пожары и наводнения уничтожили многие владения рода Фудзивара.
Император решил, что эти бедствия были вызваны сердитым духом (онрё) Митидзанэ. Чтобы успокоить его, император восстановил его на всех должностях в государстве, сжёг официальный приказ о его изгнании и постановил, что поэту следует поклоняться (то есть обожествил его) под именем Тэндзин.

## Превращение в покровителя учёных
В течение первых нескольких веков Тэндзин считался богом стихийных бедствий, которому поклонялись, чтобы успокоить его гнев. Тем не менее, Митидзанэ был также известным поэтом и учёным, одним из величайших деятелей периода Хэйан. Многие учителя считали его покровителем науки, и со временем эта точка зрения заменила поклонение ему как богу стихийных бедствий.
Культ Тэндзина в Японии особенно заметен во время экзаменов. Многие учащиеся и их родители молятся в храмах Тэндзина ради хороших результатов, а затем возвращаются, чтобы поблагодарить за успех.

## Святыни, связанные с Тэндзином

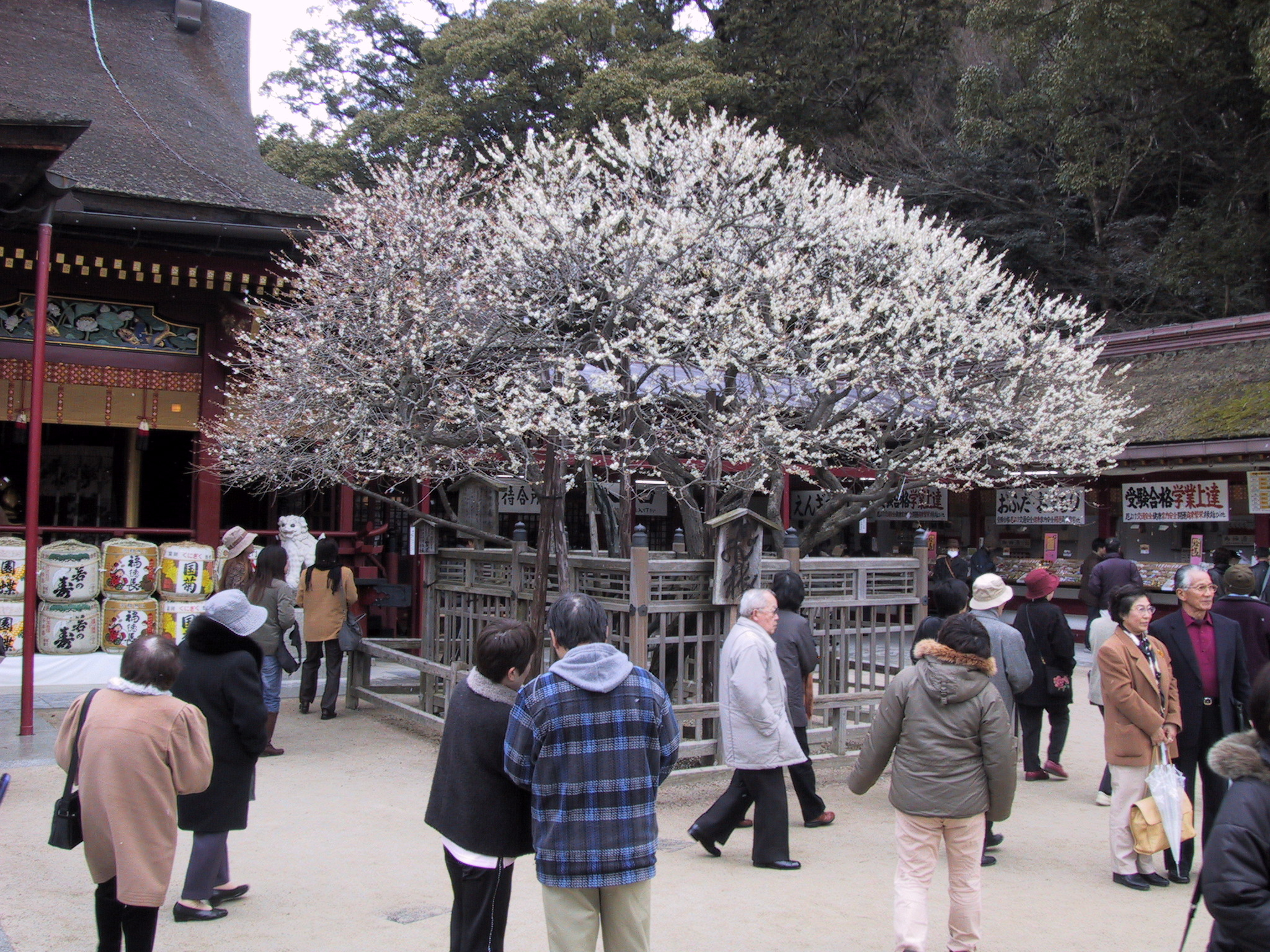
Слива, по легенде перелетевшая из Киото в Дадзайфу к Сугаваре-но Митидзанэ

Митидзанэ очень любил японскую сливу. В известном стихотворении, написанном в изгнании, он жаловался на отсутствие рядом любимого дерева. Легенда гласит, что дерево перелетело из Киото в Дадзайфу на Кюсю, чтобы быть рядом с хозяином. Сливы растут и в святилище Митидзанэ. По совпадению, эти деревья цветут в феврале, как раз когда в Японии объявляют результаты экзаменов.
Животные, чаще всего ассоциируемые с Тэндзином, — быки, так как бык, согласно легенде, во время похоронной процессии тянул телегу с останками Митидзанэ и остановился на месте, отказавшись идти дальше. В том месте, где он остановился, был построен храм Тэндзина (Дадзайфу Тэммангу).